# 73 (szám)
A 73 (hetvenhárom) a 72 és 74 között található természetes szám.

## A szám a matematikában
A tízes számrendszerbeli 73-as a kettes számrendszerben 1001001 , a nyolcas számrendszerben 111, a tizenhatos számrendszerben 49 alakban írható fel.
A 73 páratlan szám, prímszám, kanonikus alakja 731, normálalakban a 7,3 · 101 szorzattal írható fel. Két osztója van a természetes számok halmazán, ezek növekvő sorrendben: 1 és 73.
Mírp. Csillagprím.
A Sylvester-sorozat 11. sorszámú elemének egyik prímtényezője.
Erősen érinthető szám: minden nála kisebb számnál többször áll elő számok valódiosztóösszeg-függvényeként.
A 73 nyolc szám valódiosztóösszeg-függvényeként áll elő, ezek a 98, 175, 335, 671, 767, 1007, 1247 és 1271 .
Minden pozitív egész szám felírható 73 vagy kevesebb szám hatodik hatványának összegeként (lásd Waring-probléma).

## A tudományban
- A periódusos rendszer 73. eleme a tantál.

## Egyéb
- A rádióamatőrök rövidítésként használják az „üdvözlöm!”, „minden jót!” elköszönés helyett. Rádióamatőrök között ez az üdvözlési forma abból a tényből származik, hogy egy dipólantenna talpponti impedanciája ideális esetben 73Ω.[6]
- Az Agymenők című sorozatban szereplő Sheldon Lee Coopernek a kedvenc száma a 73.